# Alpenschnegel
Der Alpenschnegel (Lehmannia janetscheki), auch Krummholz-Schnegel genannt, ist eine wenig bekannte Nacktschneckenart der Schnegel und im Alpenraum beheimatet.

## Merkmale
Ausgestreckt kann der Alpenschnegel bis zu 40 mm lang werden, bleibt meist aber 20–32 mm lang. Er weicht in Farbe und Zeichnung etwas vom typischen Baumschnegel ab. Sein Rücken ist meist olivgrau, nach unten schließt sich eine helle und eine dunkle Längsbinde an. Auf dem Mantel sind dunkel-bräunliche Längsstreifen vorhanden, ein kräftiger mittlerer und beiderseits ein kräftiger innerer und ein schwacher äußerer Streifen. Es handelt sich um eine kleinere Art der Gattung, sie ist ohne anatomische Untersuchung nicht sicher zu bestimmen.

## Verbreitung und Lebensraum
Die Art ist im Alpenraum verbreitet, vor allem Richtung Südosten, und aus Österreich (Tirol, Kärnten) und Italien (Südtirol) bekannt. In Deutschland gilt die Art als extrem selten. Sie wurde einmal in Baden-Württemberg (Südschwarzwald) nachgewiesen, außerdem existieren Angaben aus den Bayerischen Alpen.
Lebensraum der Art sind Bergwälder.

## Taxonomie
Nach Andrzej Hubert Wiktor (1996) ist der Artstatus des Alpenschnegels zweifelhaft.